# Министарство унутрашњих послова Руске Империје
Министарство унутрашњих послова Руске Империје  (скраћено МУП РИ; рус. Министерство внутренних дел Российской Империи (МВД РИ)) је било министарство одговорно за државну и јавну безбједност, заштиту јавног реда и мира, руковођење подручним органима, борбу против криминала, цензуру, издаваштво итд.